# Общо земеделие
Общото земеделие е най-старата аграрна наука. Впоследствие от тази наука са се развили като самостоятелни повечето приложни аграрни науки.
Съвременното Общо земеделие изследва следната тематика:
- Системи на земеделие
- Сеитбообращение
- Обработка на почвата
- Сеитба
- Прибиране

Клон на Общото земеделие е науката Хербология, която се занимава с изучаване на плевелите и борбата с тях.